# Hilton (lied)
Hilton is een lied van de Nederlandse rapper Dopebwoy. Het stond in 2021 als eerste track op de deluxeversie van het album Hoogseizoen.

## Achtergrond
Hilton is geschreven door Antonio Balderas en Jordan Averill Jacott en geproduceerd door Dannyebtracks. Het is een nummer dat past in de genres nederhop en trap. In het lied rapt en zingt Dopebwoy over zijn luxueuze leven. Hij vertelt onder meer over zijn dure kleding en hoe hij met een dame slaapt in een Hilton hotel.

## Hitnoteringen
Ondanks dat het lied niet als single was uitgebracht, had Dopebwoy toch bescheiden succes met het lied in Nederland. Het stond op de 83e plaats van de Single Top 100 in de enige week dat het in deze hitlijst te vinden was. De Top 40 en haar Tipparade werden niet bereikt.